# Jacobus de Kerle
Jacobus de Kerle (Ypres 1531 o 1532 - Praga 7 de enero de 1591) fue un compositor y organista flamenco del Renacimiento tardío. Su música influyó en la tolerancia a la polifonía en el Concilio de Trento.

## Biografía
De Kerle estudió en el monasterio de San Martín en Ypres, desempeñó los cargos de cantor en Cambrai y maestro de coro en Orvieto donde también fue organista e intérprete de carillón. Tras ser ordenado se empezó a publicar su música, incluyendo su colección de salmos de 1561 y  Magnificat en Venecia. 
Se le encargó poner música a las Preces Speciales (oraciones especiales) del dominico Pedro de Soto para el Concilio de Trento que completó en 1562, y llevó a Trento durante el Concilio junto con el cardenal de Augsburgo Otto Truchsess von Waldburg. Aunque no participó en las deliberaciones, la interpretación de las Preces Speciales se consideran que influyeron en las decisiones los padres conciliares sobre la permisividad de la polifonía en la música sagrada.
En 1565d fue nombrado director musical de la catedral de Ypres, hasta que fue excomulgado en 1567 debido a una disputa con otro religioso. Se trasladó a  Roma  y después a Augsburg donde en 1568 el cardenal Otto Truchsess vib Waldburg le ofreció los cargos de vice-coral y organista de la Catedral de Augsburg. Permaneció allí hasta 1574 que consiguió la plaza de Maestro de capilla de Augsburg. Dejó Augsburg en 1575 y se desconocen datos de su vida hasta 1579 en que aparecen registros de él en la Catedral de Cambrai; siguió cambiando de ciudad a lo largo de su vida, trabajando en Mons, Colonia, Augsburg de nuevo, Viena y finalmente Praga, donde vivió desde 1583 hasta su muerte en 1591.

## Obras
Todas las obras de Kerle que se conocen es polifonía vocal, que combina los elementos de la Escuela franco flamenca de la generación tras Josquin D'Espres (ejemplificada por compositores como Adrian Willaert y Nicolas Gombert) con el Renacimiento tardío italiano de Palestrina. De Kerle no utilizó la homofonía simple ni la dicción simple de los textos como hicieron los compositores postconciliares contemporánes como Palestrina o Vincenzo Ruffo, ni usó el marcado cromatismo de los madrigales del final del siglo XVI. La mesura y claridad de su obra muestra la influencia debida al contrapunto de norte de Europa.
Sus obras que han sobrevivido incluyen misax para vuatro y cinco voces (compuso misas para seis voces pero se han perdido), motetes, salmos, himnos y canciones sacras. Muy poca música vocal seglar ha llegado hasta nostroso; un libro de madrigales y uno de sonetos de Petrarca se han perdido, ha sobrevivido un libro de canciones profanas a seis voces así como varias piezas en colecciones impresas o manuscritas.

## Grabaciones
- Kerle, Jacobus de. Vocal music. Paul Van Nevel/Huelgas Ensemble. Harmonia Mundi 901866